# Linden, Bern
Linden BE là một đô thị trong huyện Bern-Mittelland, bang Bern, Thụy Sĩ. Đô thị này có diện tích 13,23 km2, dân số thời điểm tháng 12 năm 2020 là 1304 người.